# Mani di velluto
Pour plus de détails, voir Fiche technique et Distribution.
Mani di velluto est un film italien réalisé par Castellano et Pipolo, sorti en 1979.

## Synopsis
Guido Quiller esr un riche ingénieur qui tombe sous le charme de la voleuse Tilli. Ignorant sa vrai identité, il se retrouve en couple avec elle ce qui va obliger Tilli à choisir la vie quelle souhaite mener entre le monde du crime et un nouveau départ aux côtés de Guido.

## Fiche technique
- Titre : Mani di velluto
- Réalisation : Castellano et Pipolo
- Scénario : Castellano et Pipolo
- Photographie : Alfio Contini
- Montage : Antonio Siciliano
- Musique : Nando De Luca
- Production : Mario Cecchi Gori
- Pays d'origine : Italie
- Genre : comédie
- Date de sortie : 1979

## Distribution
- Adriano Celentano : Guido Quiller
- Eleonora Giorgi : Tilli
- John Sharp : Benny
- Olga Karlatos : Petula Quiller
- Ania Pieroni : Maggie
- Pietro Tordi
- Dino Cassio
- Renzo Palmer

## Récompenses
- David di Donatello du meilleur producteur pour Mario Cecchi Gori
- David di Donatello du meilleur acteur pour Adriano Celentano